# Joan Josep Laguarda i Fenollera
Pour les articles homonymes, voir Laguarda.
Joan Josep Laguarda i Fenollera, né à Valence le 22 avril 1866 et mort à Barcelone le 4 décembre 1913, est un religieux espagnol qui fut notamment évêque d'Urgell et coprince d'Andorre.